# Hesperornithoides
Hesperornithoides is een geslacht van theropode dinosauriërs, behorend tot de Maniraptora, dat tijdens de late Jura leefde in het gebied van het huidige Noord-Amerika. De enige benoemde soort is Hesperornithoides miessleri.

## Vondst en naamgeving
In de zomer van 2001 was een team van het Tate Geological Museum onder leiding van William Wahl in de Jimbo Quarry nabij Douglas, Converse County, Wyoming bezig een skelet van de enorme sauropode Supersaurus vivianae op te graven. Een dikke toplaag moest daarvoor mechanisch verwijderd worden. In de brokken daarvan vond men onverwachts het skelet van een kleine theropode, dat door de ruwe behandeling wat beschadigd was geraakt. In 2003 werd de vondst gemeld op de jaarvergadering van de Society of Vertebrate Paleontology. In 2005 werd er een korte abstract aan gewijd in de Journal of Vertebrate Paleontology. In 2006 werd de tafonomie van de vindplaats zorgvuldig gedocumenteerd. Het exemplaar kreeg de bijnaam "Lori".

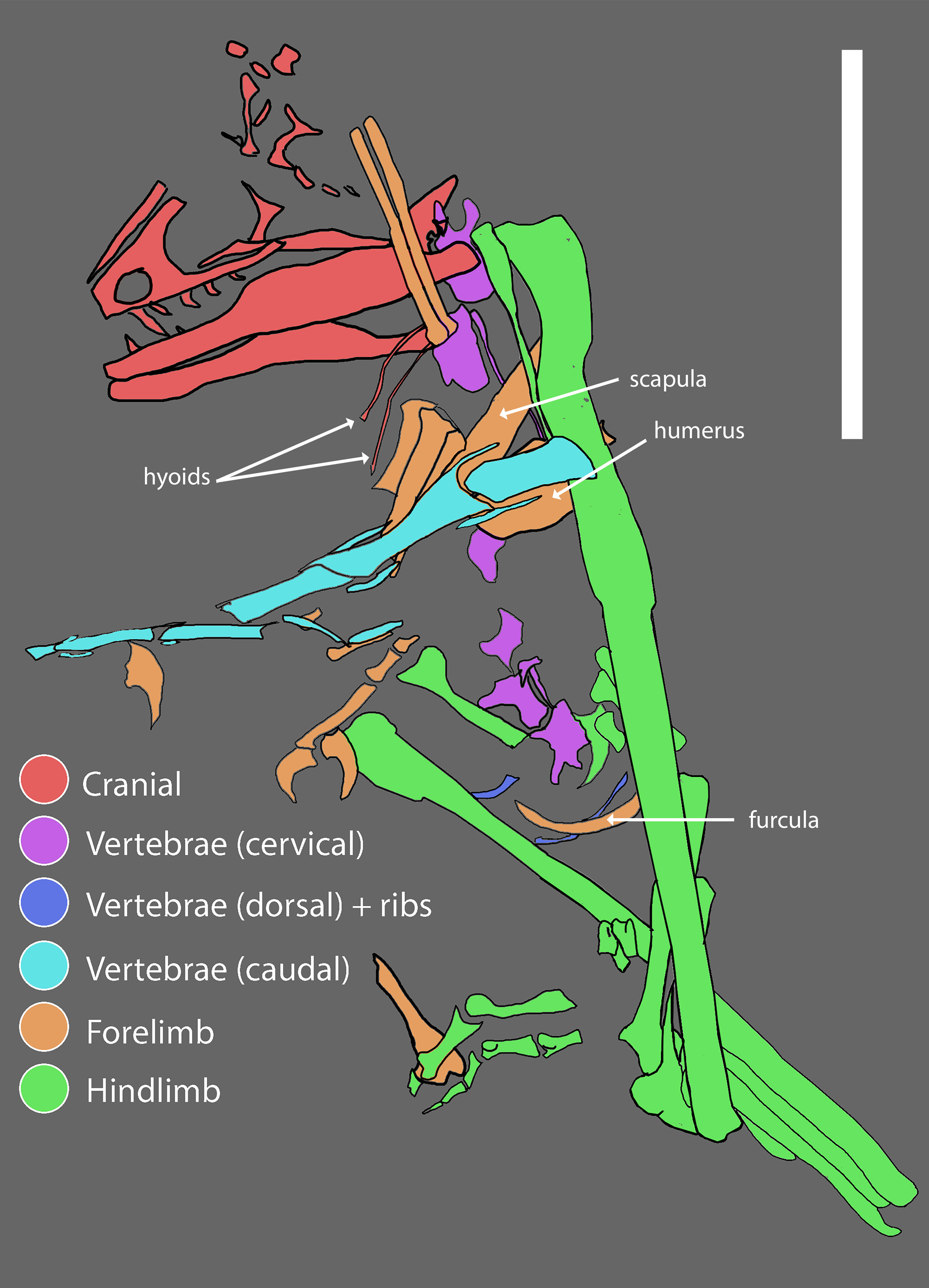
Een diagram van het skelet zoals gevonden

In 2019 werd de typesoort Hesperornithoides miessleri benoemd en beschreven door Scott Hartman, Michael Mortimer, William Wahl, Dean R. Lomax, Jessica Lippincott en David M. Lovelace. De geslachtsnaam is afgeleid van het Oudgrieks Ἑσπερίς, Hesperis, "westelijk", ὄρνις, ornis, "vogel", en ~eides, "gelijkend op", een verwijzing naar de herkomst uit het Westelijk halfrond en de informatie die de soort biedt over de oorsprong van de vogels. De soortaanduiding eert het gezin Miessler dat het project steeds heeft ondersteund.
Het holotype, WYDICE-DML-001, is gevonden in een laag van de middelste Morrisonformatie die dateert uit het Tithonien. Het bestaat uit een skelet met schedel. Bewaard zijn gebleven: het achterste deel van de schedel, de onderkaken, tongbeenderen, vijf halswervels, de eerste ruggenwervel, twaalf middelste of achterste staartwervels, een rib, chevrons, een vorkbeen, de linkerschoudergordel, het rechteropperarmbeen, de linkerarm, een stuk darmbeen, een stuk dijbeen, en beide onderbenen minus de rechtertenen. Het skelet lag gedeeltelijk in verband. Het is niet helemaal uitgeprepareerd. Sommige elementen zijn ten dele bewaard als natuurlijke afgietsels. Het betreft een jongvolwassen of volwassen individu. Het specimen werd opgegraven op particulier terrein. In 2005 werd het gedoneerd aan de Big Horn Basin Foundation die in 2016 opging in The Wyoming Dinosaur Center, Inc, een stichting zonder winstoogmerk.

## Beschrijving

### Grootte en onderscheidende kenmerken

De grootte vergeleken met een mens

De lengte van het holotype is geschat op 89 centimeter. Daar leidde men een typische lengte voor de soort van af van één meter. De lichaamsomvang is relatief gering voor een troödontide.
Bij het holotype zijn geen autapomorfieën, unieke afgeleide eigenschappen, vastgesteld. Wel is er een unieke combinatie van op zich niet unieke kenmerken aangegeven. Het betreft afgeleide kenmerken die dus afwijken van de bouw van de hypothetische laatste gemeenschappelijke voorouder van de Paraves. Het jukbeen is gepneumatiseerd, net als bij Zanabazar en sommige Eudromaeosauria. De achterste tak van het traanbeen is kort, minder dan 15% van de lengte hebbend van de neergaande tak gemeten van de binnenhoek uit, net als bij Zanabazar, Archaeopteryx en Epidexipteryx. Het quadratum maakt deel uit van de buitenrand van het foramen paraquadraticum. In de onderkaak is het buitenste zijvenster klein, minder dan een achtste van de lengte ervan beslaand, net als bij Zhenyuanlong en Dromaeosaurus naast afgeleide vogels. Op het opperarmbeen beslaat de beenstijl naar de binnenste onderste gewrichtsknobbel meer dan 15% van de onderste breedte van het element, net als bij sommige Avialae. De derde handklauw is ongeveer even groot als de tweede handklauw, net als bij Daliansaurus, het specimen IGM 100/44 en Mahakala. De onderste binnenhoek van het scheenbeen steekt naar voren uit, net als bij Archaeopteryx en Jeholornis.

### Skelet

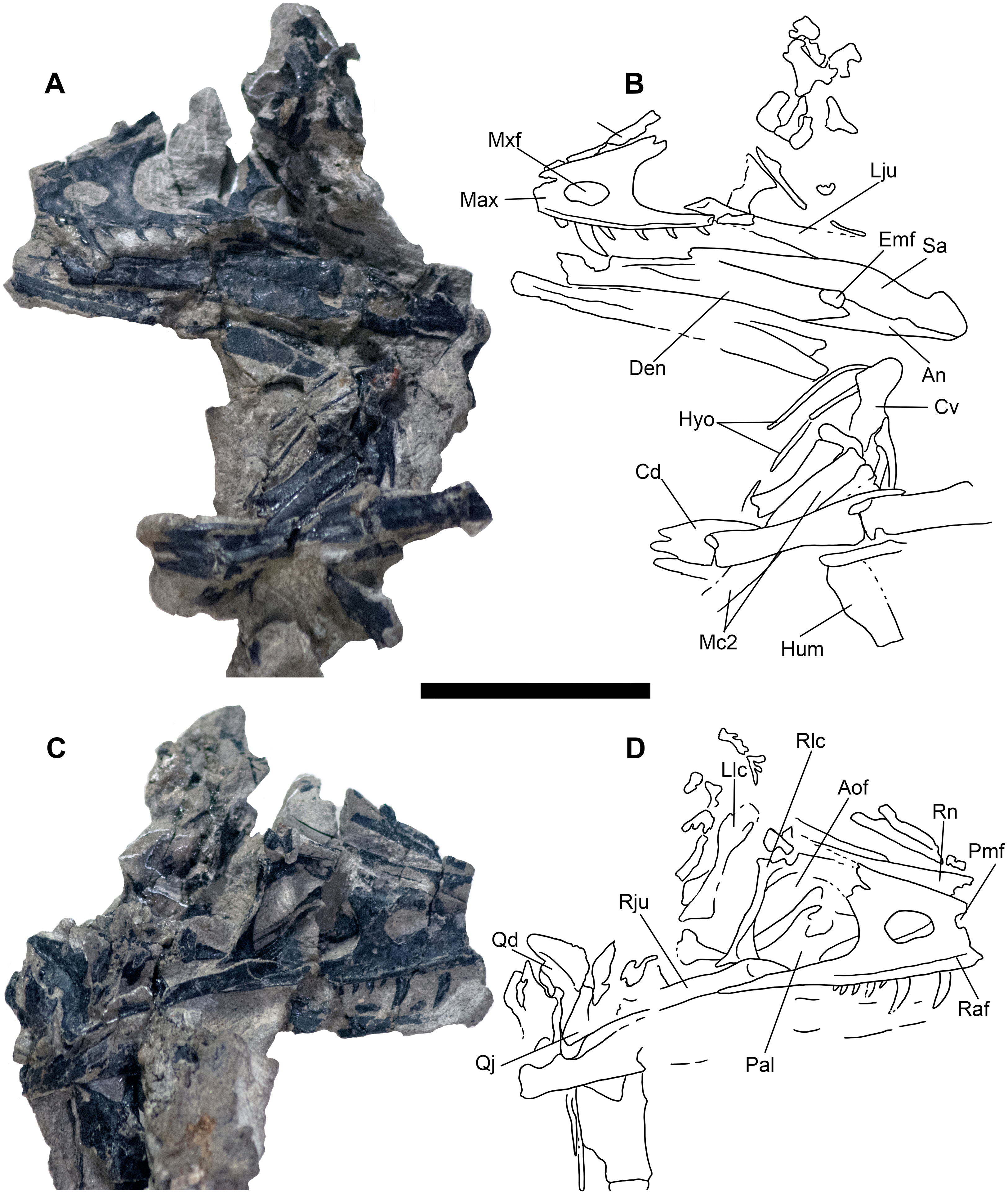
Het blok met de schedel

#### Schedel
De schedel is relatief langwerpig en driehoekig in zijaanzicht. De praemaxillae zijn vernietigd bij het verwijderen van het gesteente; het neusgat kan echter niet bijzonder groot zijn geweest. Onbeschadigd moet de kop ongeveer een kleine vijf centimeter lang zijn geweest. De uitholling ronde de D-vormige fenestra antorbitalis heeft een scherpe rand. Voor en vrij hoog in de uitholling bevindt zich een grote fenestra maxillaris in de vorm van een liggende ovaal. Van de fenestra promaxillaris is nog net de achterrand bewaard. De fenestra maxillaris houdt dus afstand van de voorrand en heeft ook geen eigen diepere inzinking. Schuin onder en achter deze opening bevindt zich een extra groeve, als bij Zhenyuanlong, maar minder diep dan bij Microraptor. Een CAT-scan van de schedel onthulde vrij lage interne vleugels, luchtkamers naast de fenestra promaxillaris en boven de neusholte, en een luchtkamer in het bovenkaaksbeen met een binnenste opening. Door de fenestra antorbitalis heen is geen beenstijl achter de neusholte zichtbaar en ook geen dak van een hoog verhemelte. De achterste tak van het bovenkaaksbeen richting jukbeen is vrij laag.
De neusbeenderen zijn bovenop niet overdwars gebold. De buisvormige snuitvorm van sommige afgeleide troödontiden ontbreekt dus. Het neusbeen is niet gepneumatiseerd aan de onderrand. Het traanbeen draagt geen echt hoorntje. De achterste tak van het traanbeen is uitzonderlijk kort. De afgaande tak is onderaan sterk verbreed, maar de buitenwand bedekt niet volledig de binnenwand. Het jukbeen is laag en gepneumatiseerd met het foramen in de fenestra antorbitalis. De opgaande tak heeft geen foramen aan de binnenzijde. De achterkant van de schedel en het verhemelte zijn te zwaar beschadigd en gefragmenteerd om veel informatie te verschaffen. Het wandbeen lijkt korter dan het voorhoofdsbeen. Het quadratum is gepneumatiseerd en omvat gedeeltelijk het kleine foramen paraquadraticum, wat niet algemeen is onder de Maniraptora.

#### Onderkaken
De voorste onderkaak is slank. Er bevindt zich een naar achteren verwijdende horizontale groeve op de binnenzijde van het dentarium. De fossa Meckeliana is diep. Het buitenste zijvenster heeft minder dan 11% van de totale lengte van de onderkaak. Het surangulare is lager dan het dentarium en heeft er vooraan een lange beennaad mee. Er zijn minstens tien maxillaire en elf dentaire tanden; de totalen belopen wellicht respectievelijk veertien en zeventien. De tanden zijn groot en sterk naar achteren gebogen met duidelijke kartelingen op de voorste snijrand. De voorste kartelingen beperken zich tot het bovenste derde deel van de kroon. Ze zijn klein, 5,5 per strekkende millimeter, en missen een haakvormig uiteinde. De maxillaire tanden zijn vooraan tweemaal langer dan achteraan. De kronen zijn aan de basis ingesnoerd maar de wortel is niet bovenaan verbreed. Kroon en wortel zijn overdwars afgeplat. Het email toont geen verticale groeven.
De gepaarde tongbeenderen zijn lang en dun.

#### Postcrania

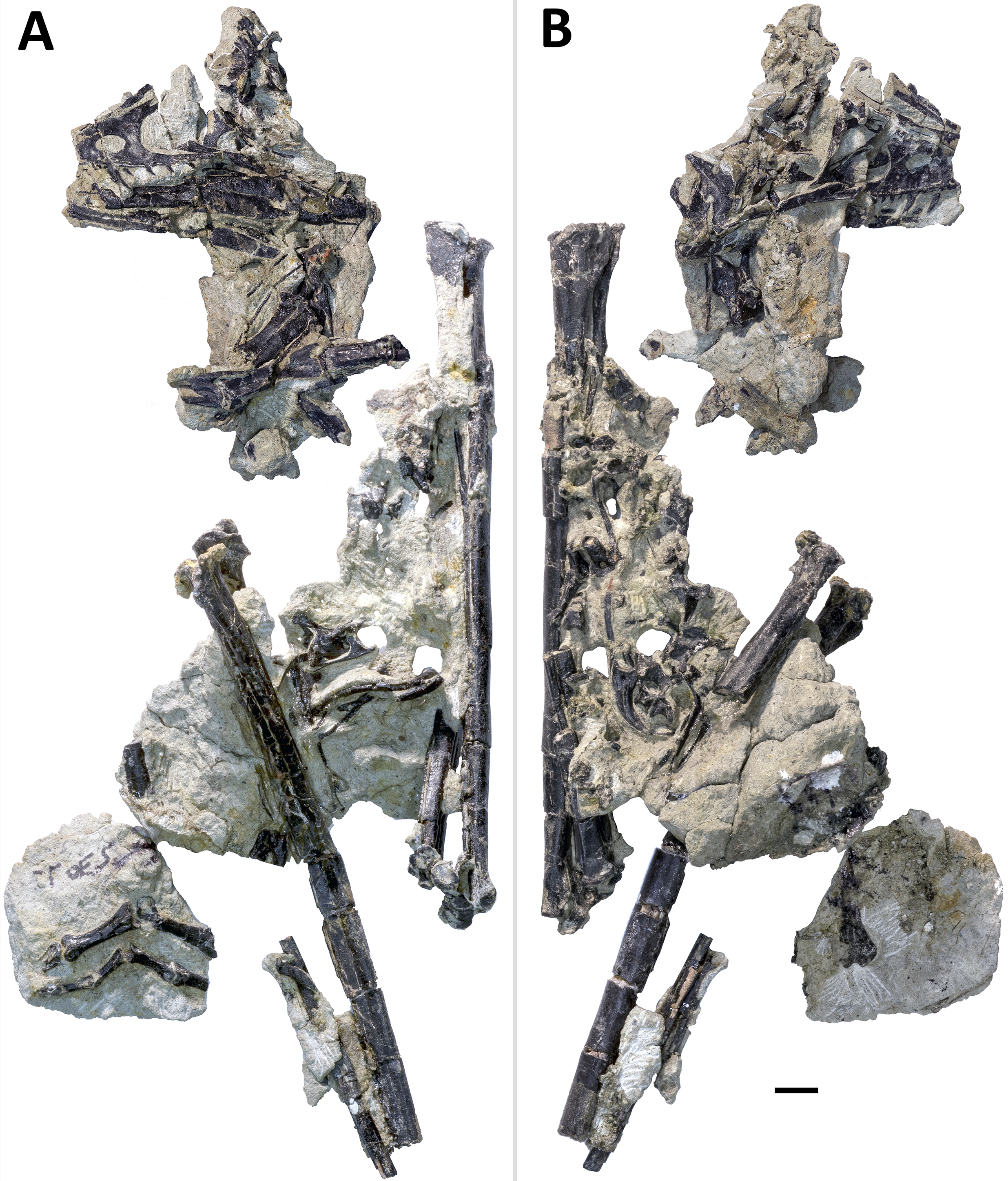
De gespleten blokken van het holotype

De nek is niet bijzonder verlengd. De halswervels hebben een paar pleurocoelen op de zijkanten. Breuken laten zien dat ze verder gepneumatiseerd zijn, met ook holten in de gewrichtsuitsteeksels. Anders dan in 2005 gemeld steken de nekribben achter de wervels uit. De uiteinden zijn zo dun dat dit in eerste instantie gemist werd; misschien hebben ook andere Paraves in feite langere nekribben.
De ruggenwervel heeft korte zijuitsteeksels. Het doornuitsteeksel is matig hoog en waaiervormig. De meer achterste staartwervels zijn duidelijk verlengd. Ze hebben geen doornuitsteeksels meer. Hun bovenkanten zijn overdwars plat, tussen de gewrichtsuitsteeksels. Bij de allerachterste wervels is het bovenvlak iets hol maar een echte trog als bij andere troödontiden ontbreekt. De voorste gewrichtsuitsteeksels zijn variabel verlengd, variërend van een derde tot de volle lengte van het wervellichaam. Ze zijn niet gevorkt. Er bevindt zich een trog waar de wervelboog het wervellichaam raakt, een basaal kenmerk dat troödontiden typisch missen. De CAT-scan wees uit dat het soms om echter pleurocoelen gaat, dus met een doorboring van de botwand. De onderkanten hebben een lengtegroeve. De chevrons zijn vrij laag met korte gevorkte uitsteeksels naar voren en achteren.

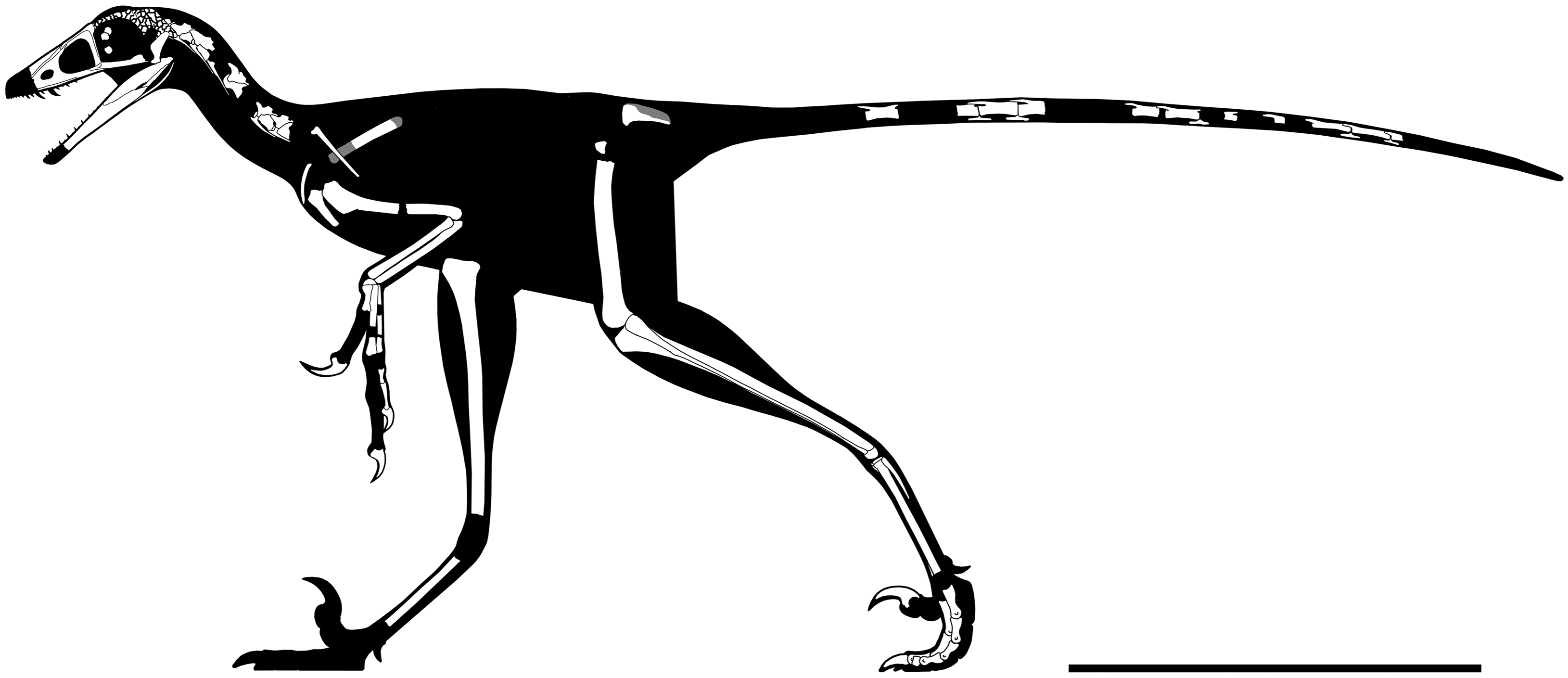
De gevonden delen van het skelet

Er is een fors vorkbeen bewaard. Het is boemerangvormig. De takken ervan maken een hoek van 80° met elkaar. Het is weinig afgeplat en toont geen hypocleidium of achterste groeve.
De schoudergordel is slecht gepreserveerd en toont geen bijzondere kenmerken. Het ravenbeksbeen is bovenaan niet zichtbaar gepneumatiseerd.
De arm is relatief kort. Hoewel vermoedelijk als een vleugel gebouwd was die niet in staat tot een klappende vlucht. De spanwijdte was zo'n zestig centimeter bij een romplengte van een achttien centimeter. In de voorpoot is de onderarm korter dan de bovenarm.

## Fylogenie
Hesperornithoides werd in 2019 in de Troodontidae geplaatst, in een matig basale positie, in een klade met Daliansaurus, Xixiasaurus en Sinusonasus. Al in 2005 viel het dier in een analyse als een troödontide uit, als nauwe verwant van Sinornithoides; dit heeft de uiteindelijke geslachtsnaam beïnvloed.
De positie in de evolutionaire stamboom volgens de studie uit 2019 toont het volgende kladogram.
|  | Hesperornithoides                                           |
|  |                                                             |
|  | \| \| Xixiasaurus \| \| \| \| \| \| Sinusonasus \| \| \| \| |
|  |                                                             |
|  | Xixiasaurus                                                 |
|  |                                                             |
|  | Sinusonasus                                                 |
|  |                                                             |

|  | Xixiasaurus |
|  |             |
|  | Sinusonasus |
|  |             |

|  | Hesperornithoides                                           |
|  |                                                             |
|  | \| \| Xixiasaurus \| \| \| \| \| \| Sinusonasus \| \| \| \| |
|  |                                                             |
|  | Xixiasaurus                                                 |
|  |                                                             |
|  | Sinusonasus                                                 |
|  |                                                             |

|  | Xixiasaurus |
|  |             |
|  | Sinusonasus |
|  |             |

|  | Hesperornithoides                                           |
|  |                                                             |
|  | \| \| Xixiasaurus \| \| \| \| \| \| Sinusonasus \| \| \| \| |
|  |                                                             |
|  | Xixiasaurus                                                 |
|  |                                                             |
|  | Sinusonasus                                                 |
|  |                                                             |

|  | Xixiasaurus |
|  |             |
|  | Sinusonasus |
|  |             |

|  | Hesperornithoides                                           |
|  |                                                             |
|  | \| \| Xixiasaurus \| \| \| \| \| \| Sinusonasus \| \| \| \| |
|  |                                                             |
|  | Xixiasaurus                                                 |
|  |                                                             |
|  | Sinusonasus                                                 |
|  |                                                             |

|  | Xixiasaurus |
|  |             |
|  | Sinusonasus |
|  |             |

|  | Hesperornithoides                                           |
|  |                                                             |
|  | \| \| Xixiasaurus \| \| \| \| \| \| Sinusonasus \| \| \| \| |
|  |                                                             |
|  | Xixiasaurus                                                 |
|  |                                                             |
|  | Sinusonasus                                                 |
|  |                                                             |

|  | Xixiasaurus |
|  |             |
|  | Sinusonasus |
|  |             |

|  | Hesperornithoides                                           |
|  |                                                             |
|  | \| \| Xixiasaurus \| \| \| \| \| \| Sinusonasus \| \| \| \| |
|  |                                                             |
|  | Xixiasaurus                                                 |
|  |                                                             |
|  | Sinusonasus                                                 |
|  |                                                             |

|  | Xixiasaurus |
|  |             |
|  | Sinusonasus |
|  |             |

|  | Hesperornithoides                                           |
|  |                                                             |
|  | \| \| Xixiasaurus \| \| \| \| \| \| Sinusonasus \| \| \| \| |
|  |                                                             |
|  | Xixiasaurus                                                 |
|  |                                                             |
|  | Sinusonasus                                                 |
|  |                                                             |

|  | Xixiasaurus |
|  |             |
|  | Sinusonasus |
|  |             |

|  | Hesperornithoides                                           |
|  |                                                             |
|  | \| \| Xixiasaurus \| \| \| \| \| \| Sinusonasus \| \| \| \| |
|  |                                                             |
|  | Xixiasaurus                                                 |
|  |                                                             |
|  | Sinusonasus                                                 |
|  |                                                             |

|  | Xixiasaurus |
|  |             |
|  | Sinusonasus |
|  |             |

|  | Hesperornithoides                                           |
|  |                                                             |
|  | \| \| Xixiasaurus \| \| \| \| \| \| Sinusonasus \| \| \| \| |
|  |                                                             |
|  | Xixiasaurus                                                 |
|  |                                                             |
|  | Sinusonasus                                                 |
|  |                                                             |

|  | Xixiasaurus |
|  |             |
|  | Sinusonasus |
|  |             |

|  | Hesperornithoides                                           |
|  |                                                             |
|  | \| \| Xixiasaurus \| \| \| \| \| \| Sinusonasus \| \| \| \| |
|  |                                                             |
|  | Xixiasaurus                                                 |
|  |                                                             |
|  | Sinusonasus                                                 |
|  |                                                             |

|  | Xixiasaurus |
|  |             |
|  | Sinusonasus |
|  |             |

|  | Hesperornithoides                                           |
|  |                                                             |
|  | \| \| Xixiasaurus \| \| \| \| \| \| Sinusonasus \| \| \| \| |
|  |                                                             |
|  | Xixiasaurus                                                 |
|  |                                                             |
|  | Sinusonasus                                                 |
|  |                                                             |

|  | Xixiasaurus |
|  |             |
|  | Sinusonasus |
|  |             |

|  | Hesperornithoides                                           |
|  |                                                             |
|  | \| \| Xixiasaurus \| \| \| \| \| \| Sinusonasus \| \| \| \| |
|  |                                                             |
|  | Xixiasaurus                                                 |
|  |                                                             |
|  | Sinusonasus                                                 |
|  |                                                             |

|  | Xixiasaurus |
|  |             |
|  | Sinusonasus |
|  |             |

|  | Hesperornithoides                                           |
|  |                                                             |
|  | \| \| Xixiasaurus \| \| \| \| \| \| Sinusonasus \| \| \| \| |
|  |                                                             |
|  | Xixiasaurus                                                 |
|  |                                                             |
|  | Sinusonasus                                                 |
|  |                                                             |

|  | Xixiasaurus |
|  |             |
|  | Sinusonasus |
|  |             |

|  | Hesperornithoides                                           |
|  |                                                             |
|  | \| \| Xixiasaurus \| \| \| \| \| \| Sinusonasus \| \| \| \| |
|  |                                                             |
|  | Xixiasaurus                                                 |
|  |                                                             |
|  | Sinusonasus                                                 |
|  |                                                             |

|  | Xixiasaurus |
|  |             |
|  | Sinusonasus |
|  |             |

|  | Hesperornithoides                                           |
|  |                                                             |
|  | \| \| Xixiasaurus \| \| \| \| \| \| Sinusonasus \| \| \| \| |
|  |                                                             |
|  | Xixiasaurus                                                 |
|  |                                                             |
|  | Sinusonasus                                                 |
|  |                                                             |

|  | Xixiasaurus |
|  |             |
|  | Sinusonasus |
|  |             |

|  | Hesperornithoides                                           |
|  |                                                             |
|  | \| \| Xixiasaurus \| \| \| \| \| \| Sinusonasus \| \| \| \| |
|  |                                                             |
|  | Xixiasaurus                                                 |
|  |                                                             |
|  | Sinusonasus                                                 |
|  |                                                             |

|  | Xixiasaurus |
|  |             |
|  | Sinusonasus |
|  |             |

De vondst van het specimen, klein, zeer oud en met op het eerste gezicht overeenkomsten met vogels, wekte al in 2003 verwachtingen dat het een nieuw licht zou kunnen doen schijnen op het probleem van de afkomst van vogels. Het weerlegde in ieder geval het argument van de zogenaamde BAND, de Birds Are Not Dinosaurs-groep, dat vogelachtige dinosauriërs te laat leefden om echt hun verwanten te kunnen zijn geweest. Op een indirecte manier is die hoop bewaarheid geworden. Mortimer was al jarenlang bezig met het kritisch volgen van de gebruikelijke cladistische datamatrices van de Theropod Working Group die van onderzoek op onderzoek gekopieerd werden zonder veel correcties van foute scores of het systematisch opnemen van nieuwe beschrijvingen. De beschrijving van "Lori" werd door hem aangegrepen om een verbeterde datamatrix te introduceren met zevenhonderd kenmerken en 538 taxa. Deze analyse had als uitkomst dat Archaeopteryx samen met de Deinonychosauria een klade vormt. Dit is een bevestiging van de zwakke variant van de hypothese van Gregory S. Paul: volgens de traditionele definities zijn die dan vogels. Overigens wees Mortimer erop dat deze resultaten niet sterk ondersteund zijn. Slechts één gedeeld kenmerk extra zou Archaeopteryx bij de Avialae doen uitvallen, of bij de Troodontidae of bij de Dromaeosauridae. Gezien deze onzekerheden kunnen geen zelfs maar matig waarschijnlijke conclusies getrokken worden over de verwantschappen binnen de Paraves.
Wel vond Mortimer dat zijn analyse een duidelijke aanwijzing opleverde dat de laatste gemeenschappelijke voorouder van de Maniraptora geen vliegende vorm was. Bij alle deelgroepen maken de niet-vliegende soorten namelijk de overgrote meerderheid uit. Iedere deelgroep omvat wel een of meer vliegende soorten, maar die vormen meestal een minderheid behalve bij de Avialae en zelfs bij de laatste groep zijn de basale soorten overwegend gronddieren. Hierbij gaat Mortimer er wel van uit dat het even waarschijnlijk is het vermogen tot vliegen te verliezen als het te winnen. Mortimer wees erop dat de vliegende vormen allemaal meer of minder aangepast zijn aan een leven in de bomen. Het vermogen tot vliegen zou dan vele malen geëvolueerd zijn, steeds wanneer dieren de bomen opzochten en met hun vleugels begonnen te klappen om eenvoudiger stammen of andere hellingen te beklimmen.